# Comuna Tomnatic, Timiș
Tomnatic (în germană Triebswetter, în maghiară Nagy Ősz) este o comună în județul Timiș, Banat, România, formată numai din satul de reședință cu același nume.

## Localizare
Tomnaticul se situează în vestul județului Timiș. Se învecinează la vest cu Nerău, la nord cu Sânnicolau Mare, Sânpetru Mare și Saravale, la est cu Lovrin, iar la sud cu Vizejdia și Gottlob.

## Istorie
Lângă Tomnatic a avut loc ultima bătălie dintre Ahtum, conducătorul românilor, pecenegilor și bulgarilor din teritoriul aproximativ al Banatului de astăzi și invadatorii maghiari conduși de Chanadinus, un general răsculat de-al lui Ahtum, în anul 1003 sau 1030 (data bătăliei este controversată).
Localitatea este atestată documentar în urmă cu mai bine de 250 de ani, ca urmare a așezării pe vatra actualei localități a populației germane adusă de austrieci. Anterior, aici a existat o comunitate de români și sârbi. Odată cu recucerirea Banatului de sub stăpânirea turcească, la 1716, a început colonoizarea regiunii. La Tomnatic au fost colonizați locuitori din zona Alsacia-Lorena, în majoritate francezi săraci. Acest lucru explică frecvența cu care se întâlnesc numele de familie de origine franceză. 62% dintre primii coloniști veneau din zona Chateau-Salins din Franța (la granița cu Germania), 8% din Luxemburg, 5% din regiunea Baden, 5% din Bavaria iar restul din alte zone ale Germaniei. Tomnaticul a fost pentru o bună perioadă de timp cel mai mare sat "francez" din Banat. Cu timpul s-a produs o asimilare a francezilor din partea germanilor, astfel că spre sfârșitul secolului XIX nu mai existau locuitori care să vorbească numai limba franceză. În afara câtorva cuvinte de origine franceză care s-au încetățenit în vocabularul local, foarte puțin a mai rămas din originea franceză a satului.
Localitatea s-a numit inițial Triebswetter. În 1920 a luat actualul nume românesc. A făcut parte din comuna Lovrin. Comuna Tomnatic a fost reînființată în baza Legii nr.84/2004, desprinzându-se de comuna Lovrin.

## Demografie
Componența etnică a comunei Tomnatic
     Români (77,33%)
     Romi (8,02%)
     Germani (3,9%)
     Maghiari (2,25%)
     Alte etnii (1,19%)
     Necunoscută (7,31%)
Componența confesională a comunei Tomnatic
     Ortodocși (67,48%)
     Romano-catolici (15,45%)
     Penticostali (7,6%)
     Alte religii (1,96%)
     Necunoscută (7,5%)
Conform recensământului efectuat în 2021, populația comunei Tomnatic se ridică la 3.106 locuitori, în scădere față de recensământul anterior din 2011, când fuseseră înregistrați 3.144 de locuitori. Majoritatea locuitorilor sunt români (77,33%), cu minorități de romi (8,02%), germani (3,9%) și maghiari (2,25%), iar pentru 7,31% nu se cunoaște apartenența etnică. Din punct de vedere confesional, majoritatea locuitorilor sunt ortodocși (67,48%), cu minorități de romano-catolici (15,45%) și penticostali (7,6%), iar pentru 7,5% nu se cunoaște apartenența confesională.

## Politică și administrație
Comuna Tomnatic este administrată de un primar și un consiliu local compus din 13 consilieri. Primarul, Stoian Vasiu[*], de la Partidul Social Democrat, este în funcție din 2012. Începând cu alegerile locale din 2024, consiliul local are următoarea componență pe partide politice:
|  | Partid                       | Consilieri | Componența Consiliului | Componența Consiliului | Componența Consiliului | Componența Consiliului | Componența Consiliului | Componența Consiliului | Componența Consiliului | Componența Consiliului | Componența Consiliului | Componența Consiliului |
|  | ---------------------------- | ---------- | ---------------------- | ---------------------- | ---------------------- | ---------------------- | ---------------------- | ---------------------- | ---------------------- | ---------------------- | ---------------------- | ---------------------- |
|  | Partidul Social Democrat     | 10         |                        |                        |                        |                        |                        |                        |                        |                        |                        |                        |
|  | Alianța Dreapta Unită        | 2          |                        |                        |                        |                        |                        |                        |                        |                        |                        |                        |
|  | Partida Romilor „Pro Europa” | 1          |                        |                        |                        |                        |                        |                        |                        |                        |                        |                        |

## Personalități
- Anton Palfi (n. 8 decembrie 1946), jurnalist, poet și traducător de limba germană.